# Горанов, Орлин
Орли́н Александров Гора́нов (род. 8 августа 1957 года, Берковица, НРБ) — болгарский оперный и эстрадный певец, актёр, общественный деятель.

## Биография
Родился 8 августа 1957 года в городе Берковица.
Пел в хоре «Бодра Смяна». Его музыкальный талант и великолепные речевые данные были открыты Стефаном Диомовым во время его военной службы в Ансамбле на ГУСВ, солистом которого он оставался до 1985 года. Уже в своем дебюте на «Юношеском конкурсе забавной песни» в 1978 году, представленная им песня «Интимно» (музыка — Стефан Диомов) получила «Первую премию». В следующие несколько лет он стал одним из ведущих исполнителей в болгарской популярной музыке. Создание его элегантного стиля также способствовало его сотрудничество с Александром Бразицовым. Одним из знаковых его выступлений стала песня «Мир для двоих» на музыку Марии Нейковой.
Среди международных наград, которые он получил в начале 80-х годов являются «Первый приз» на «Шлягерфестиваль» в Дрездене «Третий Приз Интерталант» в Праге, Гран-при «Золотой Орфей» и другие.
С 1986 года является одним из ведущих конкурса «Мелодия года». Особую популярность ему принёс дуэт с болгарской певицей Кристиной Димитровой в 1980-е — 1990-е гг. Многие помнят его удачный дуэт с Кристиной Димитровой. Певица входила в роль, демонстрировала свою молодость и пластику, а Орлин скромно был «фоном», однако именно его голосовые данные придавали исполнению бархатистость и лиризм, потому дуэт и запомнился. Самая известная песня в исполнении дуэта — «Детски спомен» Архивная копия от 18 сентября 2018 на Wayback Machineвыпустена в 1986 году, переделанная впоследствии в песню «Небо и земля» (Филипп Киркоров).
Окончил музыкальный факультет Болгарской государственной консерватории в 1990 году, класс Констанцы Вачковой. С 1989 года был солистом Пловдивской оперы.
С 1994 года выступает во «Фридрихштадтпаласте» в Берлине. Исполнял теноровые партии во многих итальянских операх: «Травиата», «Трубадур», «Аида», «Риголетто» и «Отелло» по Джузеппе Верди, «Богема» и «Мадам Баттерфляй» Джакомо Пуччини и другие. В Болгарии по-прежнему сохранял свою популярность с Кристиной Димитровой, с которой совместно выпустил несколько альбомов.
Выступал с концертами в СССР, ГДР, Австрии, Италии, Испании, Венгрии, Чехословакии и других.
В 2010 году снялся в фильме «Миссия Лондон» в роли Президента, одного из главных героев. Также занимается общественной деятельностью. В 2009 году стал членом Ордена рыцарей-тамплиеров.
Музыку для него писали Зорница Попова, Тончо Русев, Димитр Пенев, Морис Аладжем, Мария Нейкова, Стефан Диомов, Александр Йосифов, Александр Бразицов, Кристиян Бояджиев, Вили Казасян, Иван Пеев, Атанас Косев и многие другие.
С 7 сентября 2020 года по 26 августа 2024 года был ведущим телеигры "Последният печели" ("Последний побеждает") на БНТ 1. С 27 августа вместо него ведущим стал актер и телеведущий Камен Воденичаров.

## Личная жизнь
Женат с 1990 года. Жена — Валя Горанова. Дочь — Жаки.